# IC 822
IC 822 ist eine Galaxie vom Hubble-Typ S? im Sternbild Coma Berenices am Nordsternhimmel. Sie ist schätzungsweise 833 Millionen Lichtjahre von der Milchstraße entfernt und hat einen Durchmesser von etwa 100.000 Lichtjahren. Sie gilt als Mitglied des Coma-Galaxienhaufens Abell 1656.

Im selben Himmelsareal befinden sich u. a. die Galaxien IC 818, IC 820, IC 821.
Das Objekt wurde am 18. März 1892 vom französischen Astronomen Rudolf Spitaler entdeckt.